# Gina Ruck-Pauquèt
Gina Ruck-Pauquèt (Pseudonym: Katja Romin, * 17. Oktober 1931 in Köln; † 28. August 2018 in Wackersberg) war eine deutsche Schriftstellerin.

## Leben
Gina Ruck-Pauquèt war die Tochter eines Zahnarztes und einer Friseurin. Vor der Mittleren Reife brach sie das Gymnasium ab und absolvierte eine Ausbildung zur Zahnarzthelferin, besuchte anschließend die Werkschule in Köln und arbeitete zwei Jahre lang in einem Modesalon. Danach war sie u. a. Mannequin, Werbeassistentin, Akkordeonvertreterin und Gerichts- und Bildreporterin. Außerdem studierte sie Psychologie und hatte eine psychologische Praxis in München. 1958 ließ sie sich als freie Schriftstellerin in Bad Tölz nieder.

## Künstlerisches Schaffen
Gina Ruck-Pauquèts Werk umfasst eine große Zahl poetischer
Kinder- und Bilderbücher. Daneben hat sie auch Jugendbücher,
Gedichte, Liedertexte und Arbeiten für Rundfunk und Fernsehen verfasst. Bereits mit 18 Jahren wurde ihre erste Kurzgeschichte veröffentlicht. „Der kleine Igel“ (illustriert von Marianne Richter) wurde als eines der schönsten deutschen Bücher 1959 ausgezeichnet. Weiterhin wurde sie für die Auswahlliste des Deutschen Jugendliteraturpreises nominiert. Für ihr Buch Joschko erhielt sie den internationalen Preis „Citta di Caorle“ und wurde auf der Ehrenliste zum Hans-Christian-Andersen-Preis und zum
Österreichischen Staatspreis genannt.

## Werke

### Belletristik
- Gespenster essen kein Sauerkraut, München 1959
- Der kleine Igel, Freiburg i. Br. 1959 (illustriert von Marianne Richter)
- Der Floh im Sauerkraut, München 1960 (zusammen mit Lilo Fromm)
- Das Lämmlein und die Wolke, München 1960 (zusammen mit Hanna Herrmann)
- Aljoscha, München 1961 (zusammen mit Hanna Herrmann)
- Bim aus der Schlauchgasse, München 1961 (zusammen mit Traudl Weidinger)
- Hubert malt nur dicke Leute, München 1961 (zusammen mit Lilo Fromm)
- Mit Spargel schießt man keine Hasen, München 1961
- Pony, Freiburg i. Br. [u. a.] 1961 (zusammen mit Sigrid Heuck)
- Zweiundzwanzig kleine Katzen, Freiburg i. Br. [u. a.] 1961 (zusammen mit Eva Hohrath)
- Vierzehn höllenschwarze Kisten, München 1962
- Joschko, Berlin 1963
- Die Tante und der Seehund, München 1965 (zusammen mit Herbert Lentz)
- Kommt ein Wölkchen angeflogen, Stuttgart 1966 (zusammen mit Hella Rost)
- Der kleine Nachtwächter und das Schlaflied. Der kleine Nachtwächter und die Glocke, Stuttgart 1966 (zusammen mit Dagmar Schulz)
- Der kleine Schornsteinfeger und der Regenbogen. Der kleine Schornsteinfeger und das Äffchen, Stuttgart 1966 (zusammen mit Herbert K. Schulz)
- Der kleine Stationsvorsteher und die Chinesen. Der kleine Stationsvorsteher und der Traum, Stuttgart 1966 (zusammen mit Pepperl Ott)
- Der kleine Zauberer und das Papierschiffchen. Der kleine Zauberer und das Sternchen, Stuttgart 1966 (zusammen mit Jean-Pierre Noth)
- Murmel, Freising 1966 (zusammen mit Sigrid Heuck)
- Sandmännchens Geschichtenbuch, Ravensburg 1966 (zusammen mit Pepperl Ott)
- Die kleinen Gauner von Bampione, Berlin 1967
- Die Abenteuer des kleinen Briefträgers, Stuttgart 1968 (zusammen mit Doris Henry)
- Katzenmusik, Hanau 1968 (zusammen mit Sofie Frenzel)
- Kläff soll zählen lernen. Kläff will einen anderen Namen, Stuttgart 1968 (zusammen mit Doris Henry)
- Der kleine Briefträger und die Meisen. Der kleine Briefträger und der Regen, Stuttgart 1968 (zusammen mit Doris Henry)
- Die Mainzelmännchen fliegen auf den Mond, Ravensburg 1968 (zusammen mit Wolf Gerlach)
- Die Mainzelmännchen kaufen sich ein Haus, Ravensburg 1968 (zusammen mit Wolf Gerlach)
- Wenn der Mond auf dem Dach sitzt, Recklinghausen 1968
- Wo ist meine Mami?, Hanau 1968 (unter dem Namen Katja Romin, zusammen mit Yutaka Sugita)
- Die bezauberndsten Kinder der Welt, Ravensburg 1969
- Der Junge mit der goldenen Trompete, Bayreuth 1969
- Paprika für ein Eselchen, Gütersloh 1969 (zusammen mit Gisela Degler-Rummel)
- Senja und der Räuberprinz, Bayreuth 1969
- Tipsy hat Geburtstag. Tipsy will ein Schäfchen, Stuttgart 1969 (zusammen mit Erika Klemme)
- Tipsy macht den Goldfisch glücklich, Recklinghausen 1969
- Während du schläfst, Gütersloh 1969 (zusammen mit Gisela Degler-Rummel)
- Wah-ta-wah, Gütersloh 1969
- Drei kleine Nikoläuse, Gütersloh 1970
- Ich kenne viele Farben, Gütersloh 1970 (zusammen mit Sigrid Heuck)
- Ich kenne viele Tiere, Gütersloh 1970 (zusammen mit Herbert Lentz)
- In jedem Wald ist eine Maus, die Geige spielt, Recklinghausen 1970
- Die große Schau, Gütersloh 1971 (zusammen mit Franz Josef Tripp)
- Ich kenne viele Zahlen, Gütersloh 1971 (zusammen mit Herbert Lentz)
- Das kleine Faultier, München 1971 (zusammen mit Erika Dietzsch-Capelle)
- Das kleine Nachtgespenst findet seinen Platz. Das kleine Nachtgespenst und Isa, Stuttgart 1971 (zusammen mit Gerd Schwarz)
- Niko mit den vielen Namen, Wien [u. a.] 1971
- Opa, Kläff und Jonkij, Ravensburg 1971
- Wolfsnase. Bertelsmann Jugendbuchverlag, Gütersloh, München, Wien, 1971
- Der eine Sommer, Wien [u. a.] 1972
- Katzerlapapp sagte der Kater, Gütersloh 1972
- Ein Esel ist genug, telegrafiert der Vater an Onkel Jonny, Recklinghausen 1973
- Das Haus der 44 Beine, München 1973
- Oliver hat einen Löwen, Ravensburg 1973
- Um fünf Uhr brennt die Knödelklößchensuppe an, Gütersloh 1973
- Eine Badewanne voll Geschichten, München 1974
- Nachts sind Raben bunt, München 1974 (zusammen mit Erika Meier-Albert)
- Skipper und die Maus im Haus, München [u. a.] 1974
- Die Sonne gehört uns allen, München 1974
- Zwei kleine Igel, Freiburg [u. a.] 1974 (zusammen mit Kristine Rothfuss)
- Kunterbuntes Jahr, Hanau 1975 (zusammen mit Satomi Ichikawa)
- Das Pfannkuchenglück, München [u. a.] 1975
- Die Ringerkönigin, Recklinghausen 1975
- So ein Hündchen, Reinbek bei Hamburg 1975 (zusammen mit Hansjörg Langenfass)
- Ginas Zoo, Reinbek bei Hamburg 1976
- Leselöwen-Katzengeschichten, Bayreuth 1976
- Tag- und Traumgeschichtenbuch, Ravensburg 1976
- Das Schnurzelbum, Ravensburg 1977
- Tippitip, Recklinghausen 1977
- Die Traumreise, Gütersloh 1977
- Boris und der Zauberfisch, Recklinghausen 1978
- Das große Buch, Ravensburg 1978
- Großer Bär und kleine Maus, Hannover 1978 (zusammen mit Hans Otto)
- Ich sage ja nicht, daß ihr leben sollt wie ich, Reinbek bei Hamburg 1978
- Klatschmohn und Kamille, Culemborg 1978
- Das Landstraßen-Glück, München 1978
- Sonntagskinder, Freising 1978 (zusammen mit Maria de Posz)
- Wie in einer Seifenblase, Weinheim [u. a.] 1978
- Fu der Fuchs, Reinbek bei Hamburg 1979  (zusammen mit Sabine Wilharm)
- Eine Handvoll Katze, Ravensburg 1979 (zusammen mit Eckhard Hoffmann)
- Kralle, München 1979
- Muni und die Tiere, Stuttgart 1979 (zusammen mit Monika Cronshagen)
- Murmelbär, Wien [u. a.] 1979
- Wir sind drei, Hannover 1979
- Die Geschichten der Blumenfrau, Wien [u. a.] 1980 (zusammen mit Erna Voigt)
- Gewittergeschichten für einen Hund, Ravensburg 1980 (zusammen mit Waltraut Schmidt und Friedel Schmidt)
- Zirkus Belloni, Recklinghausen 1980
- Alle Igel heißen Mäxchen, Ravensburg 1981
- Kai-to, der Elefant, der sang, Wien [u. a.] 1981
- Leselöwen-Tiergeschichten, Bayreuth 1981
- Minkipunk ist in der Stadt, Hannover [u. a.] 1981 (zusammen mit Ursula Verburg)
- Gina Ruck-Pauquets Unsinnsbuch, Stuttgart 1981
- Das Mädchen und die Katze, Frankfurt am Main [u. a.] 1982 (zusammen mit Elisabeth Zink-Pingel)
- Geschichten für das Fische-Kind, Bayreuth 1983
- Geschichten für das Jungfrau-Kind, Bayreuth 1983
- Geschichten für das Krebs-Kind, Bayreuth 1983
- Geschichten für das Löwe-Kind, Bayreuth 1983
- Geschichten für das Schütze-Kind, Bayreuth 1983
- Geschichten für das Skorpion-Kind, Bayreuth, 1983
- Geschichten für das Steinbock-Kind, Bayreuth, 1983
- Geschichten für das Stier-Kind, Bayreuth 1983
- Geschichten für das Waage-Kind, Bayreuth 1983
- Geschichten für das Wassermann-Kind, Bayreuth 1983
- Geschichten für das Widder-Kind, Bayreuth 1983
- Geschichten für das Zwillinge-Kind, Bayreuth 1983
- Krok, Ravensburg 1983 (zusammen mit Daisy Mordstein)
- Der Fabian baut Bohnen an, Recklinghausen 1984
- Gärtner Ros und seine Freunde, Bayreuth 1984 (zusammen mit Frank Ruprecht)
- Taxifahrer Tü und seine Freunde, Bayreuth 1984 (zusammen mit Frank Ruprecht)
- Viertelland, Düsseldorf 1984 (zusammen mit Brigitte Smith)
- Gina Ruck-Pauquèt erzählt Gute-Nacht-Geschichten, Recklinghausen 1985 (zusammen mit Sabine Metz )
- Der Löwe, der Mäuschen hieß und andere Geschichten, Berlin 1985
- Marktfrau Petunia und ihre Freunde, Bindlach 1985 (zusammen mit Dietrich Lange)
- Zirkusdirektor Bip und seine Freunde, Bindlach 1985 (zusammen mit Dietrich Lange)
- Du wirst schon sehen, Eching bei München 1986 (zusammen mit  Barbara Bedrischka)
- Das Lämmlein und die Wolke, Oberursel/Ts. 1986 (zusammen mit Erika Dietzsch-Capelle)
- Flunkergeschichten, Ravensburg 1987 (zusammen mit Waltraut Schmidt)
- Mietzekatze Minimauz, Bindlach 1987
- Strubbelhund Emilio, Bindlach 1987
- Kleine Löwin, kleiner Stier, Stuttgart 1988 (zusammen mit Lilo Fromm)
- Kommt ein Mann mit Katz und Huhn, Oberursel/Ts. 1988 (zusammen mit Hilde Heyduck-Huth)
- Die Prinzessin vom Glasperlenschloß, Recklinghausen 1988
- Tina Tintenfisch, Freiburg im Breisgau [u. a.] 1988, ISBN 978-3-451-21045-7
- Meerschweinchen Rumpelstilz, Bindlach 1989
- Stacheligel Mäxchen, Bindlach 1989, ISBN 978-3-7855-2236-3
- Elsa, München 1993
- Der Mond ist der König der Katzen, Recklinghausen 1994, ISBN 978-3-7903-0517-3
- Pi Pa Pu, Wien [u. a.] 1995 (zusammen mit Irmtraud Guhe)
- Morgenröte, Berg am Irchel 1996
- Der Garten, Münster 1997 (zusammen mit Karin Blume)
- Der kleine König, Münster 1999 (zusammen mit Hartmut Bieber)
- Der kleine Nachtwächter und der Bär, Carlsen Verlag, Hamburg 1999 (zusammen mit Jutta Schmidt), ISBN 978-3-551-03987-3
- Madame Tü-Tü und der Kater Remy-Lemy, Düsseldorf 1999 (zusammen mit Silvio Neuendorf)
- Jimmy Cowboy, Hamburg 2000 (zusammen mit Katja Bandlow)
- Der kleine König im kunterbunten Schloss, Münster 2000 (zusammen mit Hartmut Bieber), ISBN 978-3-8157-1982-4
- Der Tag war lang, Düsseldorf 2000
- Wann ist endlich Weihnachten?, Düsseldorf 2000
- Fränzchen, was machst du?, Düsseldorf 2001 (zusammen mit Silvio Neuendorf)
- Das Vier-Farben-Land, Freiburg (Breisgau) 2001 (zusammen mit Ulrike Baier)
- Ein Zuhause für Minimauz & Co., Bindlach 2001
- Träume auf vier Pfoten, Düsseldorf 2002, ISBN 978-3-491-37460-7
- Nachts, während du schläfst, Verlag Engel & Co, Stuttgart 2003 (zusammen mit Anja Theosdóttir), ISBN 978-3-927118-16-4

### Herausgebertätigkeit
- Kindergeschichten aus Österreich, Frankfurt am Main 1978

### Übersetzungen
- Frank Asch: Der kleine Mondbär, Freiburg i. Br. [u. a.] 1980
- Ivor Cutler: Das Haus der Tiere, Ravensburg 1978
- Raija Siekkinen: Die Schönste im ganzen Land, Oberursel 1988